# Bogusław Krawczyk

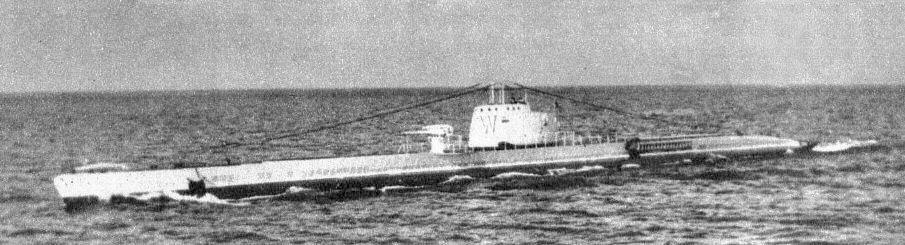
ORP Wilk.

Bogusław Krawczyk (né le 15 mai 1906 à Dubienka - mort le 19 juillet 1941 à Dundee) est un sous-marinier polonais lors de la Seconde Guerre mondiale.

## Biographie
Il est le fils de Władysław et Michalina Witkowska. Il est reçu bachelier en 1925 à Hrubieszów, la même année il rentre à l'école navale dont il sort major de promotion en 1928. Il est envoyé en France à l'École d'Application des Enseignes de Vaisseau pour continuer sa formation dans le cadre de laquelle il effectue une croisière sur le croiseur cuirassé Edgar Quinet. En 1929 il revient en Pologne et se voit affecter à la Marine fluviale de Pinsk.
En 1930 il sert au commandement de la marine de guerre. Dans les années 1931 - 1932 il fréquente l'École de Navigation Sous-Marine à Toulon, en 1934 il suit le cours d'officier torpilleur. Il sert sur les sous-marins ORP Wilk et ORP Żbik. En 1938 il prend le commandement du Wilk. Bogusław Krawczyk avait l'opinion d'être l'un des meilleurs sous-marinier dans la Marine polonaise, d'avoir une grande connaissance, culture et capacités de commandement. Il parlait couramment quatre langues, jouait du piano, peignait, écrivait des poèmes et faisait de la voile.
Pendant la campagne de Pologne, Wilk patrouille dans la baie de Gdańsk et pose un champ de mines à la hauteur de Hel. Une fois la capacité à poursuivre le combat épuisée, Krawczyk prend la décision de rallier l'Angleterre. Il arrive à Rosyth le 20 septembre. Après des réparations à Dundee, Wilk affecté le 23 novembre 1939 à la Deuxième Flottille de sous-marins effectue des patrouilles en Mer du Nord. Le 3 mai 1940 il est promu komandor podporucznik (capitaine de corvette) et peu après envoyé en Suède dans le but de négocier la sortie d'internement des trois sous-marins polonais (ORP Ryś, ORP Żbik et ORP Sęp) internés en septembre 1939. En raison de la défaite des alliés en Norvège, de l'effondrement du front en France et des pressions allemandes sur le gouvernement suédois sa mission se solde par un échec. Krawczyk se voit dans l'obligation de revenir sans résultat.
Le 19 juillet 1941 Bogusław Krawczyk met fin à ses jours. Les raisons de son suicide ne sont pas entièrement connues.

## Décorations
- Croix d'argent de l'Ordre militaire de Virtuti Militari
- Croix de la Valeur (Krzyż Walecznych)
- Médaille maritime (Medal Morski)
- Ordre du Service distingué

## Promotions militaires
| enseigne de vaisseau de deuxième classe (podporucznik) | 1928 |
| enseigne de vaisseau de première classe (porucznik)    | 1932 |
| lieutenant de vaisseau (kapitan)                       | 1936 |
| capitaine de corvette (komandor podporucznik)          | 1940 |